# Spigelia loganioides
Spigelia loganioides är en tvåhjärtbladig växtart som först beskrevs av John Torrey och Gray, och fick sitt nu gällande namn av A. Dc.. Spigelia loganioides ingår i släktet Spigelia och familjen Loganiaceae. Inga underarter finns listade i Catalogue of Life.